# 이유록 선생 신도비
이유록 선생 신도비는 대한민국 경기도 양평군 용문면 조현리에 있다. 1986년 5월 30일 양평군의 향토유적 제1호로 지정되었다.

## 개요
신도비는 원래 양근리 192번지에서 현 위치인 용문면 조현리 산48-13으로 옮겨왔는데, 현재 묘소의 입구에 남향(南向)하여 있다. 장방형의 백색화강암 비좌와 비신 및 쌍용의 이수를 갖추고 있는데, 비좌는 상부를 부드럽게 몰딩처리 하였다. 비신의 전(前) 후면(後面) 상단에 횡으로 ‘증영의정이공신도비명(贈領議政李公神道碑銘)’이라 했고, 비제(碑題)는 ‘유명조선국증영의정신도비명병서(有明朝鮮國贈領議政神道碑銘幷序)’라 음각되어 있다.